# Nuselské schody

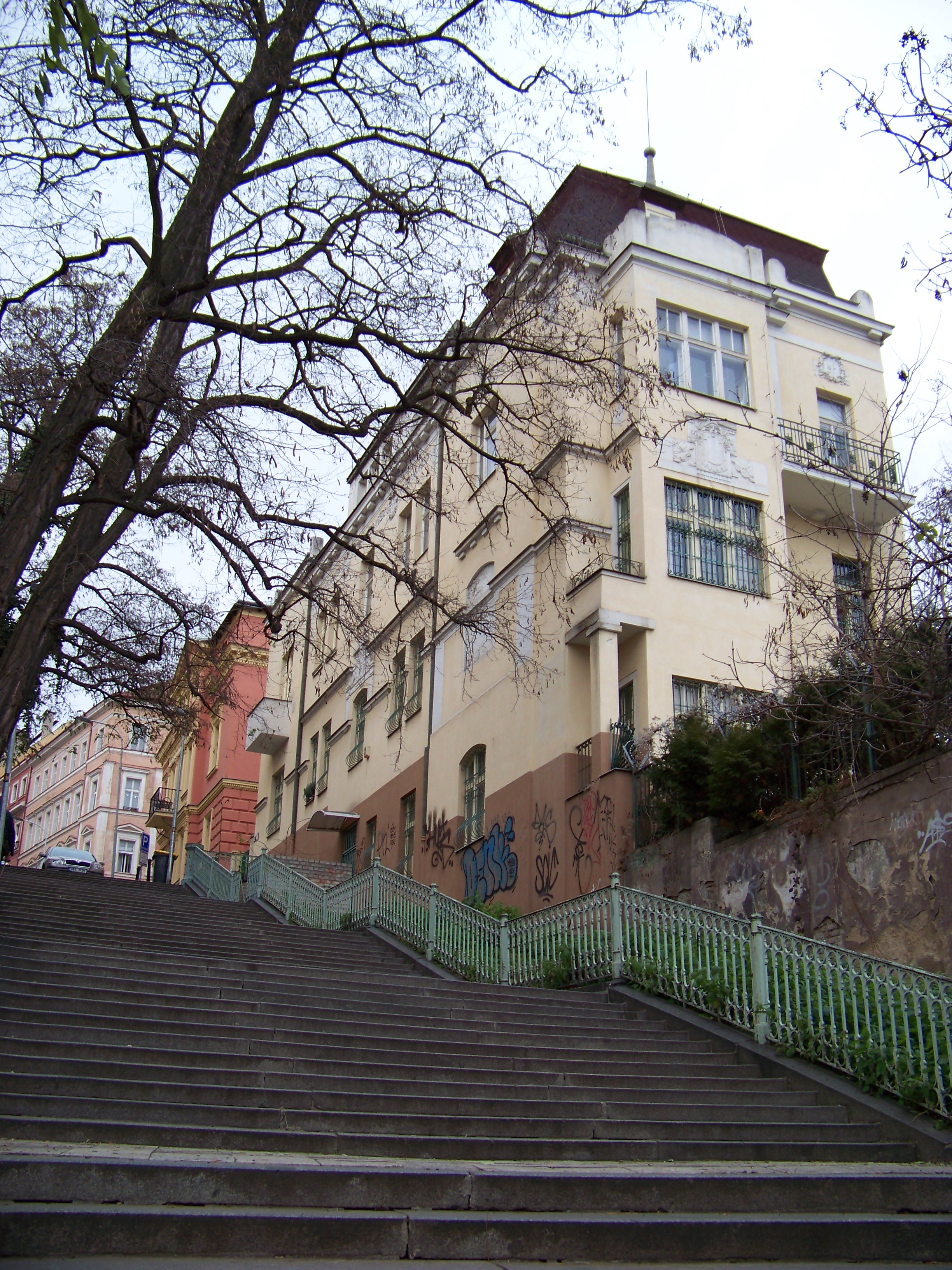
Horní část, blok domů v Šafaříkově ulici, při východní straně horního konce schodiště

Nuselské schody v Praze 2 – Vinohradech spojují Šafaříkovu ulici v oblasti Zvonařky s ulicí Pod Nuselskými schody v dolní části Vinohrad, v oblasti bývalého nádraží Vinohrady v údolí Botiče nedaleko Nuselského údolí. Leží na pěší spojnici centra Vinohrad v okolí náměstí Míru s centrem Nuslí, vzdáleného od schodů necelých půl kilometru. Tvoří je 182 schodů (14 sérií po 13 schodech), které překonávají výškový rozdíl polohy Nuslí a Vinohrad.

## Pojmenování
Podle map a rejstříků názvů veřejných prostranství schody nejsou oficiálně pojmenované, název Nuselské schody je však starodávný a ustálený a v oficiálním názvu navazující ulice „Pod Nuselskými schody“ se píší velkým počátečním písmenem i podle původního pravopisu, který vlastní jména za předložkou rozlišuje. Orientační čísla domů přiřazují dolní část schodiště k ulici Pod Nuselskými schody, horní část k Šafaříkově ulici, na některých mapách je však i slepá část Šafaříkovy ulice nad schodištěm označená názvem Pod Nuselskými schody.

## Historie
Stezka pro pěší se schodištěm těmito místy kolem kaple svaté Rodiny vedla už předtím, než bylo vybudováno schodiště v dnešní podobě. První Nuselské schody postavené zde Jakubem Wimmrem byly dřevěné. Než bylo prostranství zastavěno činžovními domy ve Fričově a Bělehradské ulici, zasahovala až ke schodům pražská ševcovská pouť Fidlovačka svými stánky a atrakcemi, konaná ve středu po Velikonocích na nuselské Bůžkovské louce.
V dnešní podobě bylo schodiště zbudováno v souvislosti s výstavbou jižních portálů Vinohradských železničních tunelů a prodloužení tramvajové trati dnešní Bělehradskou ulicí v roce 1891. Schodiště je rozděleno do celkem 14 polí. Před jeho vybudováním se vedly diskuze v denním tisku, zda při stavbě železničních tunelů budou zachovány „schody Nuselské s přilehlou kaplí“.

## Běh do Nuselských schodů
V době první republiky a znovu v devadesátých letech 20. století zde byl pořádán sportovní Běh do Nuselských schodů. Ve středu 9. dubna 2001 pořádal skautský 61. oddíl Pegas pro své členy i veřejnost XI. ročník běhu, a to na tratích polovina schodiště, celé schodiště a štafetový běh.

## Jízda po schodech
Svět motorů v prosinci 1947 na titulní stránce otiskl fotografie z „tvrdé zkoušky výrobků našeho automobilového průmyslu“, při níž automobily Jawa Minor a Škoda Tudor a motocykly Jawa a ČZ125T jezdily po Nuselských schodech.
Občas se stává, že ze Šafaříkovy ulice vjede na schodiště automobil, buď kvůli opilosti řidiče nebo kvůli nepozornosti při couvání. Například v noci na 20. června 2011 se Škoda Octavia se středočeskou poznávací značkou bez výraznějšího poškození dostala shora až do dolní části schodiště a policie u ní asi v půl jedné ráno nalezla dvaatřicetiletého řidiče, který odmítl dechovou zkoušku na alkohol a nedokázal vysvětlit, jak se na místo dostal. Policejní mluvčí uvedla, že na schodiště vjely automobily již několikrát. V poslední době navádí na Nuselské schody zejména zahraniční turisty GPS navigace.
Bělehradská ulice v Nuslích byla však ve směru k Nuselským schodům z důvodu dlouhodobé rekonstrukce od roku 2014 uzavřena nejen pro automobily a tramvaje, ale i pro pěší, kteří museli rozestavěný most přes Botič a trvale rozkopané chodníky obcházet areálem Nuselského pivovaru. V roce 2018 bylo vše již opraveno a auta i chodci mohli směrem do Nuslí i na Vinohrady volně projíždět a procházet.

## Okolí schodů

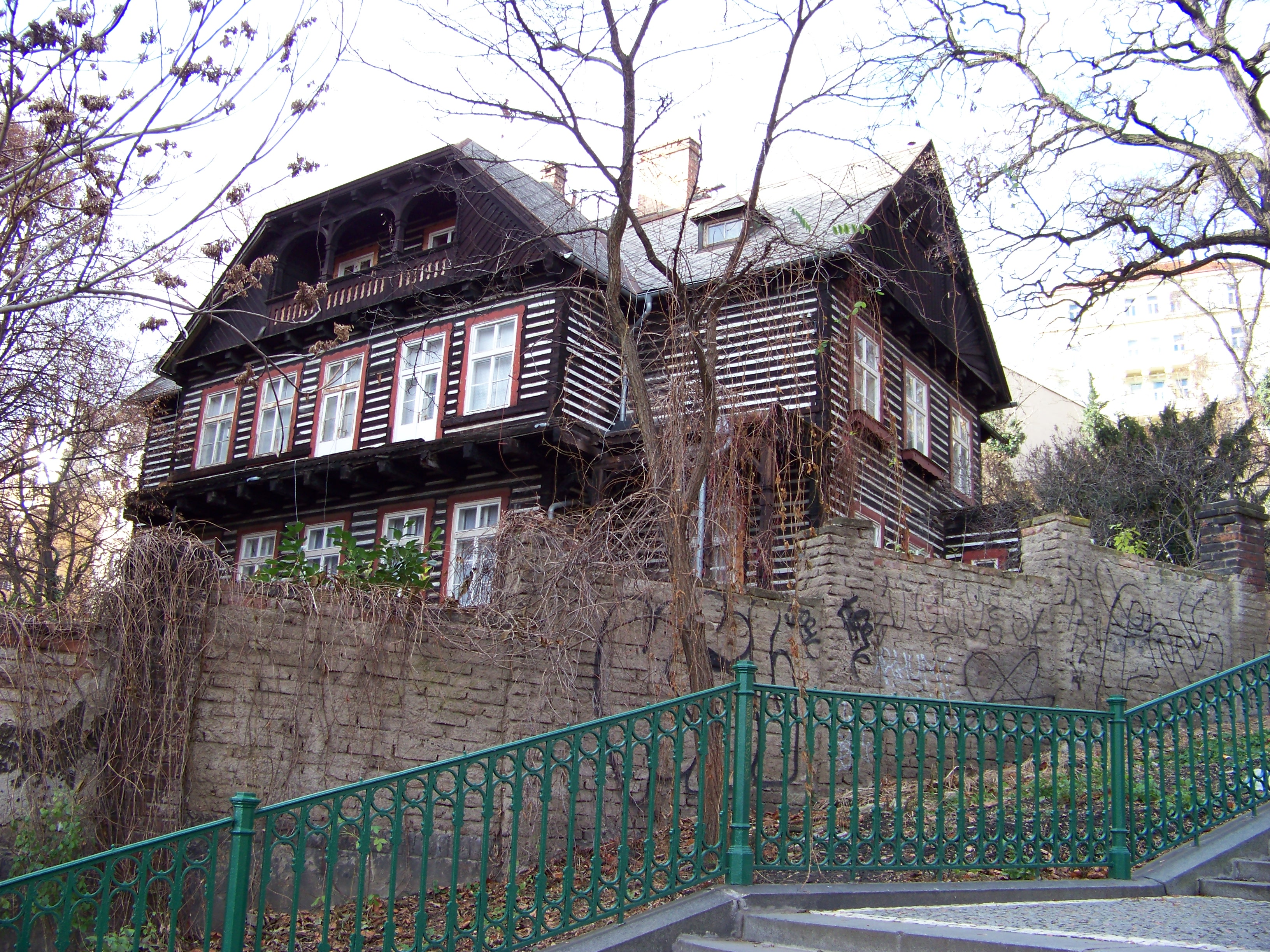
Roubenka na západní straně Nuselských schodů

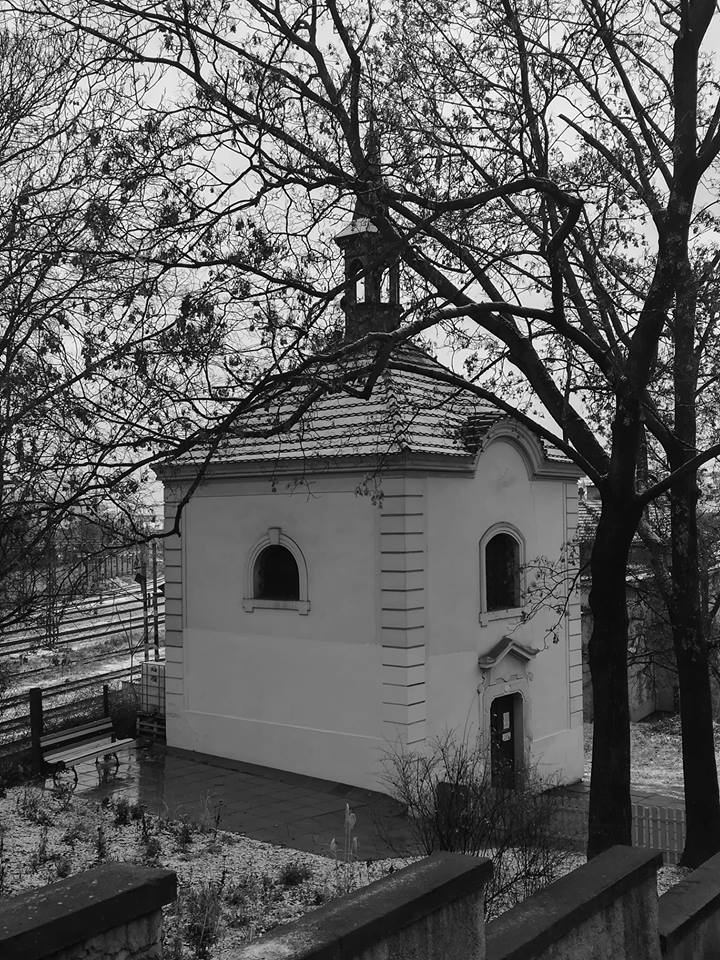
Kaple svaté Rodiny u dolního konce Nuselských schodů

U dolního konce schodiště se nachází malá Kaple svaté Rodiny, kterou roku 1755 nechal postavit novoměstský radní Karel Leopold Bepta. Od roku 1897 začala chátrat, v 60. letech 20. století se jí ujala Starokatolická církev, která ji v 70. letech na vlastní náklady opravila a užívá ji dosud. Tím ji zachránila před zamýšlenou demolicí. Od kaple je skrz stromy výhled na jižní portály vinohradských tunelů. Kaple je chráněna jako kulturní památka České republiky.
Proti kapli je roh ulic Pod nuselskými schody a Pod Zvonařkou. Níže se nachází budova bývalého nádraží Praha-Královské Vinohrady, která byla v provozu od roku 1888 do dne otevření druhého vinohradského tunelu 1. listopadu 1944 a s tramvajovou zastávkou, která nyní nese název Nuselské schody. Tramvaje č. 6 a 11 do Nuslí objíždějí Bělehradskou ulicí areál historického Nuselského pivovaru (zal. 1694).
Na západní straně od schodiště je roubená vila a historická památka, lidově zvaná Roubenka. Vila ředitele kladenských dolů Josefa Janečka byla inspirovaná lidovou roubenou architekturou, byla postavena v letech 1921–1922 podle návrhu Ing. Maxmiliána Duchoslava. Dekorativní prvky připomínají roubené stavby z Podkrkonoší. Projektovaná byla původně pouze na 20 let a nyní je ve špatném stavu.
Asi ve třetině výšky schodiště odbočuje k východu ulice Nuselské schody nad portály tunelů směrem do oblasti Na Kleovce. Z ní odbočuje směrem nahoru na Vinohrady nepojmenovaná ulička (lidově zvaná „Nuselačka“), na níž leží další, krátké schodiště, souběžné s Nuselskými schody. V blízké ulici J. Masaryka se nalézá Vila Osvěta, kde bydlela v letech 1884–1889 rodina tehdejšího profesora Univerzity Karlovy T.G. Masaryka a v níž se narodil jeho syn a pozdější ministr zahraničí Jan Masaryk.
U horního konce Nuselských schodů se nachází restaurace Zvonařka s terasou. Ve vzdálenosti asi 150 metrů se nachází od roku 1967 tramvajové obratiště Zvonařka, dnes již poslední stálý vratný trojúhelník v pražské tramvajové síti, užívaný však pouze občasně při výlukách. Od 20. května 1884 měla nedaleko horního konce Nuselských schodů pražská koněspřežná tramvaj konečnou zastávku Nuselské schody, u níž byla od téhož data vozovna se stájemi pro 160 (?) koní, než byla roku 1900 nahrazena karlínskou vozovnou. Budova zdobená dvěma koňskými hlavami na Vinohradech dosud stojí. Od 23. června 1900 byla trať elektrifikována s konečnou stanicí linky č.3 "Nuselské schody" a 30. září 1904 byla přeložena a prodloužena oklikou k novému nádraží Král. Vinohrady u dolního konce schodiště, 21. listopadu 1914 pak dále do centra Nuslí. Již 19. prosince 1904 byl pozemek bývalé vozovny prodán továrníkovi Oldřichu Skřivanovi, který objekty vozovny zboural, ponechal však průčelní budovy s koňskými hlavami a postavil na pozemku nové stavby.

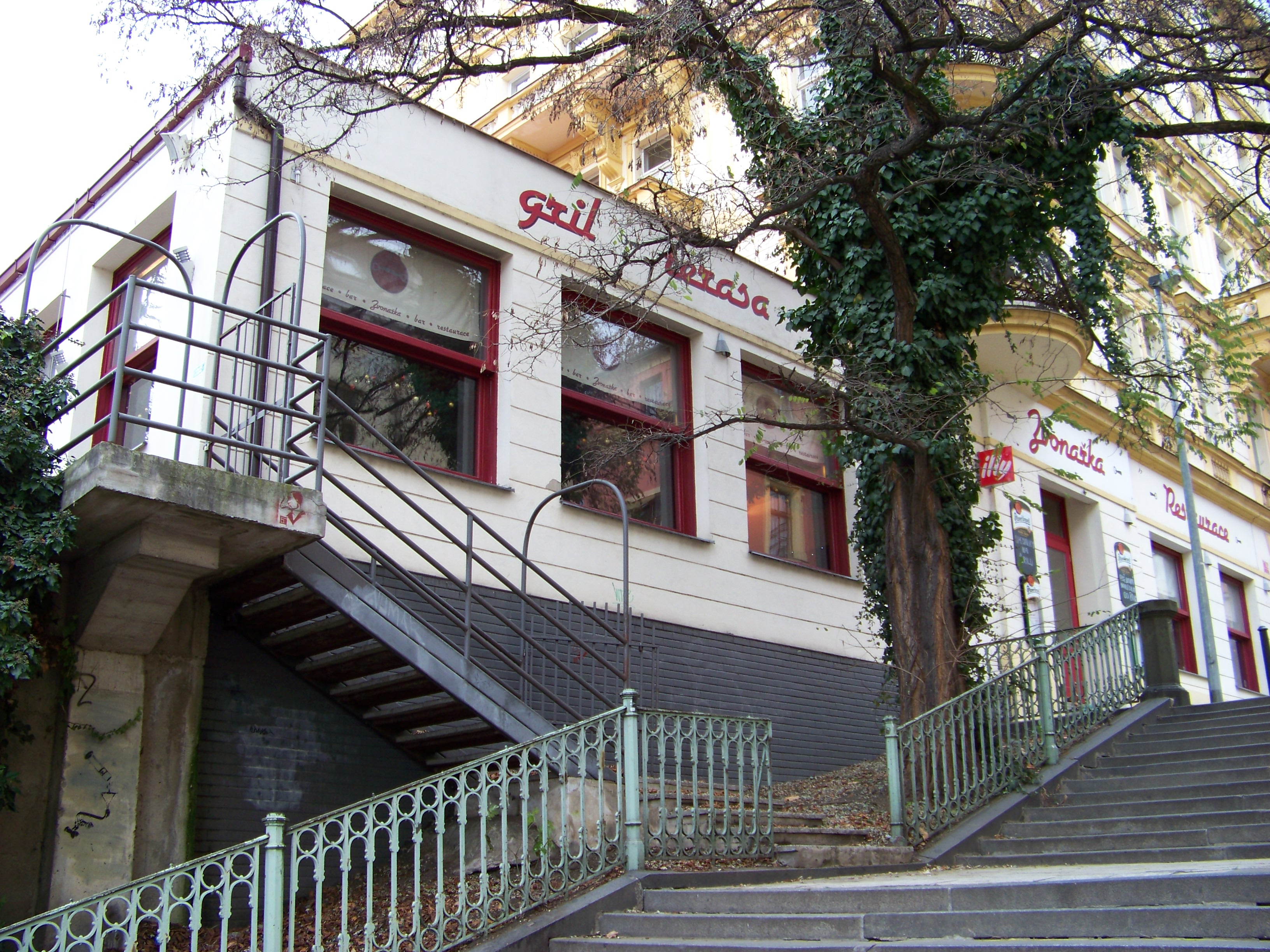
Restaurace Zvonařka v Šafaříkově ulici na nároží s ulicí Jana Masaryka při západní straně horního konce schodiště
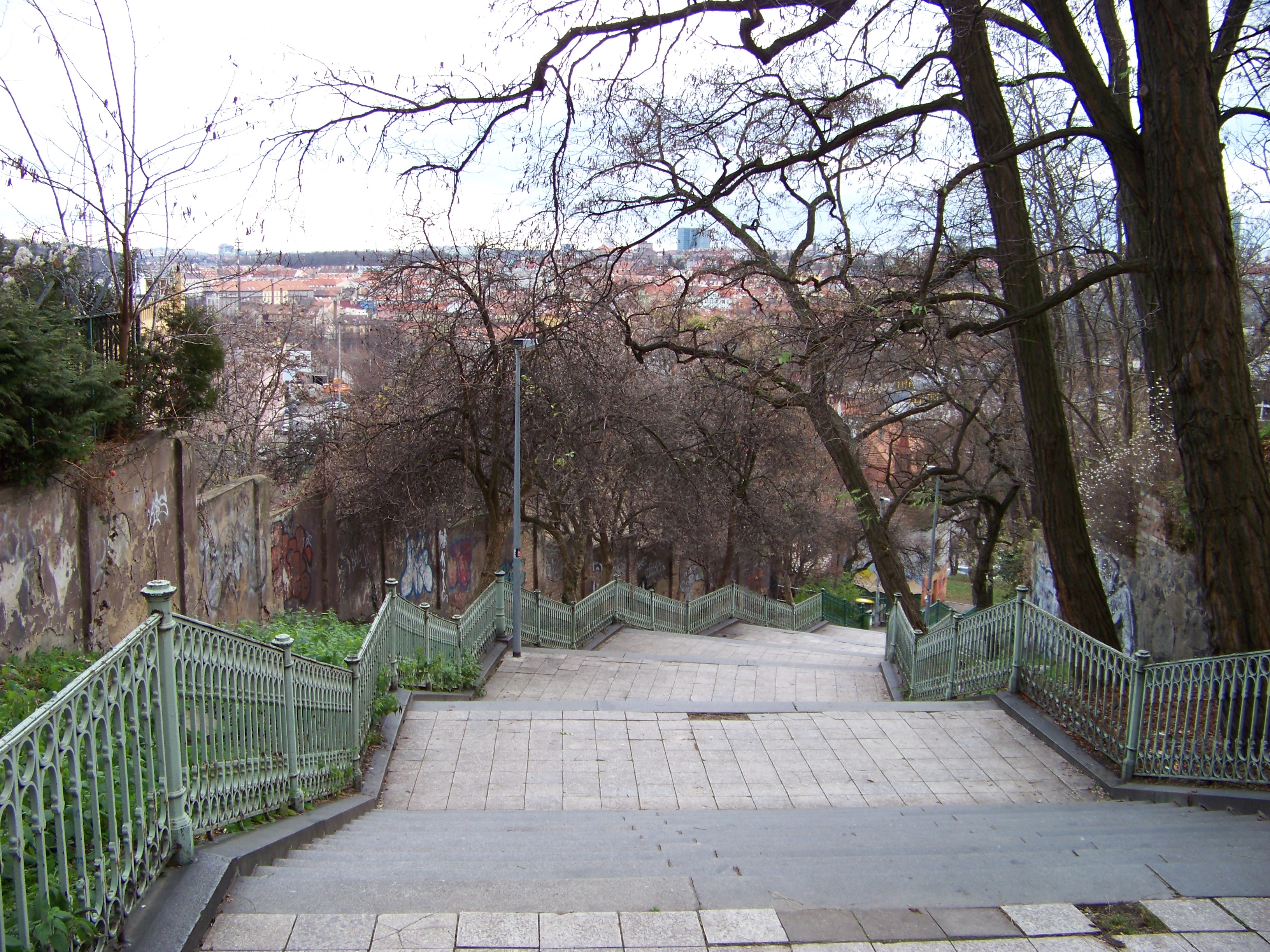
Záhyb schodiště v horní části Nuselských schodů
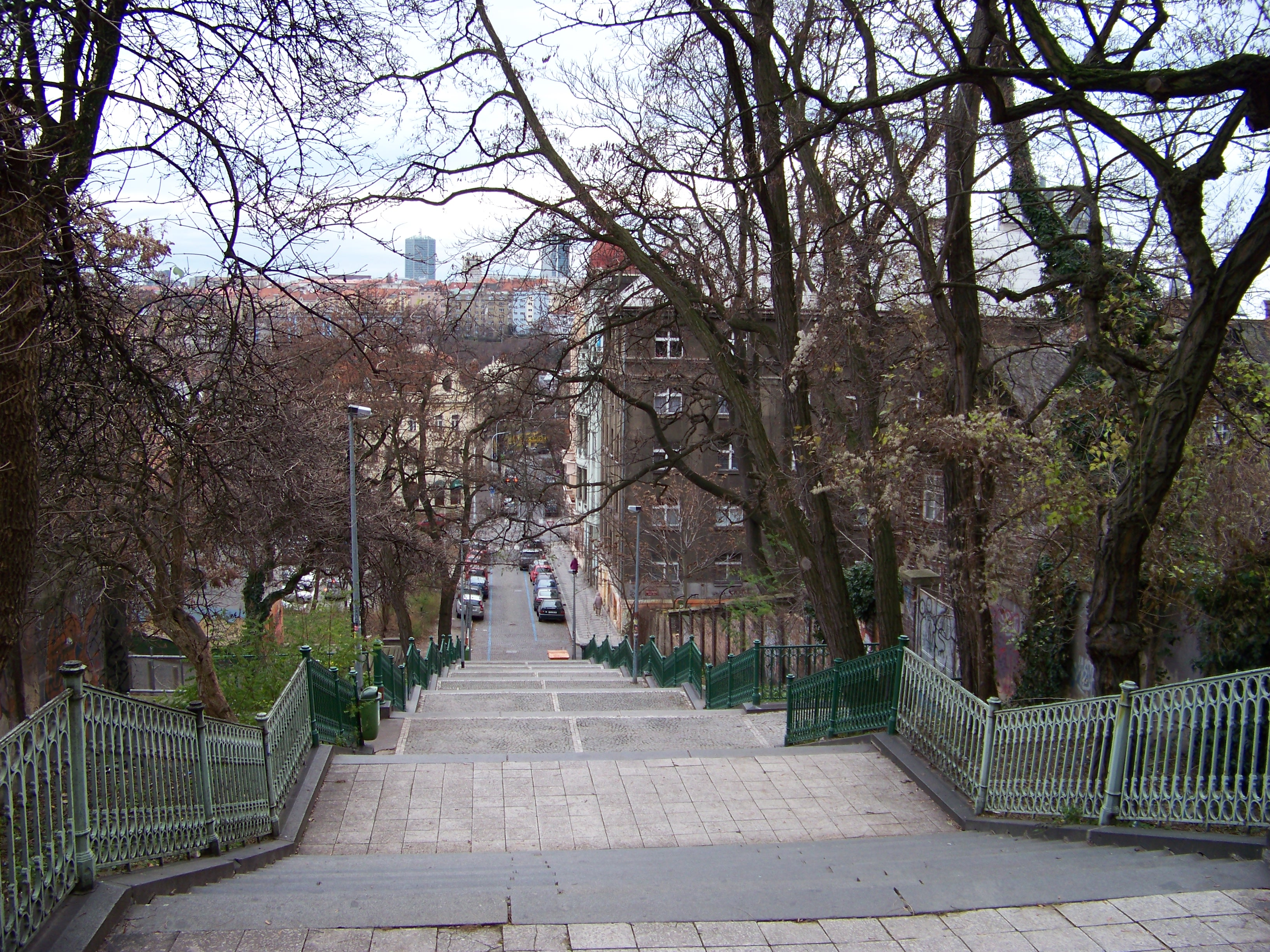
Pohled ze střední části k ulici Pod Nuselskými schody, na obzoru pankrácké mrakodrapy nad Starými Nuslemi
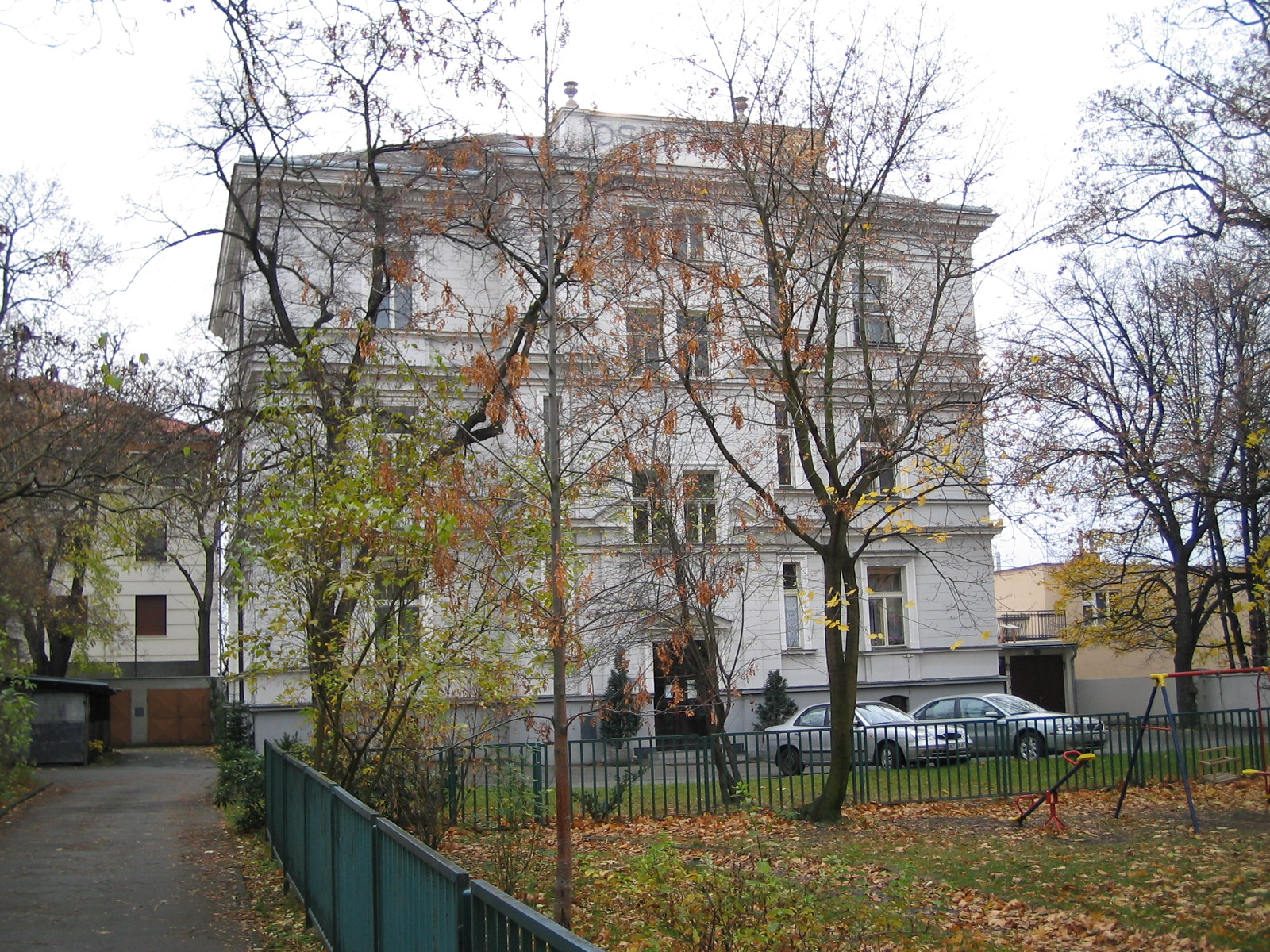
Vila Osvěta